# Yuesong Xiang
Yuesong Xiang (kinesiska: 岳宋, 岳宋乡) är en socken i Kina. Den ligger i provinsen Yunnan, i den sydvästra delen av landet, omkring 420 kilometer sydväst om provinshuvudstaden Kunming. Antalet invånare är 7 351. Befolkningen består av 3 631 kvinnor och −1 män. Barn under 15 år utgör 23,0 %, vuxna 15-64 år 72 %, och äldre över 65 år 3,0 %.
Genomsnittlig årsnederbörd är 1 713 millimeter. Den regnigaste månaden är juli, med i genomsnitt 463 mm nederbörd, och den torraste är februari, med 3 mm nederbörd.